# Oqtay Radjabov
Oqtay Radjabov (en azéri : Oqtay Məmmədağa oğlu Rəcəbov, né le 5 avril 1941 à Bakou et mort le 15 décembre 2022) est un compositeur de musique, artiste émérite de la République d'Azerbaïdjan, membre à part entière de l'Académie des sciences pédagogiques et sociales de Russie.

## Biographie
Ogtay, qui commence à écrire de la musique pendant ses années d'école, passe deux ans à jouer de la musique dans la maison de l'éminent compositeur Fikret Amirov. Sur l'insistance de son père, il fait ses études supérieures à la Faculté de physique et des fondements de la production de l'Institut pédagogique d'État d'Azerbaïdjan (1958-1963) et à l'Institut de physique de l'Académie des sciences d'Azerbaïdjan. Cependant, Ogtay, qui a toujours été engagé dans la musique dans sa jeunesse, est plus attiré par ce domaine. En 1963, Ogtay Radjabov entre à la faculté de composition du Conservatoire d'État d'Azerbaïdjan du nom d'Uzeyir Hadjibayli, étudie dans la classe du professeur Djovdat Hadjiyev, compositeur éminent, Artiste du peuple, lauréat des prix d'État.

## Travail
Après avoir obtenu son diplôme du conservatoire en 1969, il commence à travailler comme monteur de musique au studio de cinéma d'Azerbaïdjanfilm nommé d'après D. Djabbarli. En 1992-2001, il dirige le Gymnase d'Art Republicain. Au cours de son travail, il crée pour la première fois dans son pays un studio d'opéra et un studio de cinéma pour enfants. Ogtay Radjabov est professeur au département "Musique folklorique azerbaïdjanaise" de l'Académie de musique de Bakou du nom d'Uzeyir Hadjibayli.

## Œuvres
Oqtay Radjabov a écrit des œuvres dans divers genres musicaux : plus de 500 chansons, 4 opéras, 3 comédies musicales, 3 symphonies, 2 oratorios, 1 cantate, des dizaines de musiques de films, 10 monographies sur la pédagogie et la musique, 70 manuels dont la moitié destinés aux enfants. Il est également l'auteur de programmes et de plus de 100 articles.